# ローミング
ローミング (roaming) は、携帯電話やPHS、またはインターネット接続サービス等において、事業者間の提携により、利用者が契約しているサービス事業者のサービスエリア外であっても、提携先の事業者のエリア内にあれば、元の事業者と同様のサービスを利用できることをいう。

## ローミングの例

### 携帯電話・PHS
携帯電話やPHSでは、契約するサービスエリア外の国内他地域（または他国）に端末を持ち込んでも、基本的には契約地域と同様に利用できる（ローミング提携事業者のエリア内に限る）。
他国である場合は、特に「国際ローミング」と呼ばれる。
端末に「Rm」と表示される事が多い。

#### アウトローミング

##### 国内自社エリア外のローミングサービス
- イー・アクセス（EMOBILE LTE音声サービス） - 2013年7月25日に開始されたサービスで、自社の音声エリア外となるところにおいては、ソフトバンクモバイルの3Gエリアのうち、2GHz帯が利用できるところをカバーする（1.5GHz帯、900MHz帯のエリアは対象外）。ただし、対応端末が必要。後述する、かつて存在したドコモローミングとは別個のサービス。対象端末はGL07Sのみ。
- ワイモバイル（電話サービス(タイプ2)契約） - 2014年8月1日のY!mobileブランド開始と同時にスタートしたもので、上述の旧イー・アクセス契約同様、旧イー・アクセスの音声網がカバーしていないエリアは、ソフトバンクモバイルの2.1GHz帯および900MHz帯ネットワークを利用するもの。なお、着信時に自社音声網をとらえられない場合は、タイプ2契約者あての発信者に聞こえる発呼音がソフトバンクモバイルと同様の作動を行うことがあり、その場合は、ワイモバイルあての通話料ではなく、ソフトバンクモバイルあての通話料が適用される。対象端末は、2015年3月時点で302HWがある。

なお、ソフトバンクモバイル携帯電話利用者が、LTE通信時にワイモバイル網での通信になることがあるが、画面の事業者表示は「SoftBank」のままで、また、何らかの料金体系に変動が起きることもない（3G音声網は、ワイモバイル回線にローミングインすることはない）。また、同じワイモバイル契約でも、電話サービス(タイプ1)契約の場合は、ソフトバンクモバイルと契約したスマートフォンの場合と同じ挙動をする。
- 楽天モバイル - 2019年10月1日のサービス開始時から、自社のエリア外となるところにおいては、KDDIのau 4G LTEエリア（800MHz帯）にローミングする。なお、楽天モバイルの自社基地局の人口カバー率が70%を上回った時点で、各都道府県単位でローミング提供の継続有無を決定していた。当初のサービス提供期間は2026年3月31日までを予定していた。

2023年5月11日、楽天モバイルはKDDIと新しい協定を締結した。これは自社の設備投資を抑えつつ人口カバー率を高めることを目的としており、当初はローミング対象外だった東京23区などが対象に加わる。また提供期間は2026年9月に延長される。

##### 国外でのアウトローミング
- NTTドコモ - 「WORLD WING」。2009年3月2日から2016年10月31日の間は、韓国KTF（現・KT）の番号を利用したローミング「海外プラスナンバー（韓国）」も存在した。
- KDDI／沖縄セルラー電話（各auブランド） - 「au世界サービス（旧・グローバルパスポートCDMA/グローバルパスポートGSM）」。
- ソフトバンク - SoftBank 3G・SoftBank X シリーズ（世界対応ケータイ）・SoftBank スマートフォン
- イー・アクセス(イー・モバイルブランド) - 「国際ローミング」。2008年7月29日開始。GSMエリアへのローミング。なお、S22HTの発売に併せ、韓国での3Gローミングサービス開始（ネットワーク上は、2008年12月1日時点で開始している）。データ端末については、D12HWのみが韓国での3Gローミングに発売と同時に対応していたが、他のD1x以降のUSB型端末についても、2009年6月1日より、端末によってGSM/3Gまたは、3Gのみのデータローミングを開始する（音声端末でのデータ通信は、既に音声端末のローミング開始時に正式に対応済であった）。なお、ニュージーランドでも3Gローミングのみとなる。ただし、EMOBILE 4G-S契約の利用者については、ソフトバンクモバイルの世界対応ケータイの利用に準じる。
- ウィルコム(PHS) - 日本国外のPHS事業者（2008年7月23日現在は台湾「大衆電信(FITEL)」とタイ「TRUE」へのローミングに対応（渡航前にサービスセンターへ申し込み、ローミング用電話番号の割り当てを受け、帰国後のサービスセンターでの解約手続きを行う必要がある）。なお、ベトナムローミングについては、VNPTのPHSサービス自体が停波したことに伴い、2010年11月30日をもって終了している。なお、台湾・タイ王国のサービスは、ウィルコム側の都合により、2013年3月31日で終了。なお、WILLCOM CORE 3G端末で利用可能なケースについては、ソフトバンクモバイルの世界対応ケータイの利用に準じた提供がなされる。

###### MVNO事業者によるアウトローミング
- ディズニー・モバイル - ソフトバンクモバイルと同じ、世界対応ケータイの名称でサービスしている。現時点では、DM003SH～DM007SH、DM009SH、DM010SH、DM012SH、DM014SH、DM015K、DM016SH利用時に限り、ソフトバンクモバイルの海外ローミングと同一のエリア・料金体系で利用可能。DM008SH/DM011SH/DM013SHは、3Gエリアに限り、ソフトバンクモバイルと同条件で利用可能。
- EMOBILE 4G-S(イー・アクセス)・電話サービス(タイプ1)（ワイモバイル） - 上述した、自社回線の国際ローミングサービスとは異なり、ソフトバンクモバイルと同じ、世界対応ケータイの名称でサービスしている。ソフトバンクモバイルの海外ローミングと同一のエリア・料金体系で利用可能。

###### 通信障害・災害などに伴うローミング構想
2022年7月に発生したKDDIの通信障害を契機として、総務省は通信障害時でも110番や119番といった緊急通報などが出来るように一時的に他社キャリアの通信網に乗り入れるローミング構想を同年8月に発表した。NTTドコモの親会社である日本電信電話（NTT）やソフトバンクも協力する方針を示しており、2025年度末までに導入することを予定している。

#### インローミング

##### 国外事業者によるインローミング
- 大衆電信（台湾） - 日本漫遊[7]で日本のPHS事業者（ウィルコム）へのローミングに対応。

#### 過去の携帯電話・PHSのローミングサービス

##### 自社エリア外のローミングサービス
- 日本移動通信(現auのうち関東地方・山梨県・長野県・東海地方の1都12県)

- ドコモローミング(アナログ/HiCAP)。
アナログHiCAP契約者がIDO営業エリア外で利用する場合はオプション契約でNTT(現NTTドコモ)アナログ網にローミングが可能だった。（日額200円・税別・発着信があった日のみ課金）
-セルラーローミング(アナログ/TACS)。
TACS(トーキョーフォン)契約者がIDO営業エリア外で利用する場合はDDIセルラー各社のアナログ網にローミングしていた。1992/12/19開始(月額料金無料）
-セルラーローミング(デジタル/PDC)。
デジタルはアナログ時代に2規格の並行運用を強いられたという反省を踏まえDDIセルラー及びNTTドコモと共通の方式で展開することとなり、PDC方式にて開始されたため、DDIセルラーグループのPDCエリアと相互ローミングが月額料金無料で可能だった。
-ドコモローミング(デジタル/PDC)。
サービス開始時には自社及びDDIセルラーのPDC網カバーエリアよりNTTドコモ各社の方が広かったことともあり、NTTドコモグループ各社へのローミングも用意された。自社エリアでもNTTドコモ網へのローミングが可能だった。（料金はアナログHiCAPと同じ） 2000年8月1日に新規受付を終了し、既存契約者は同社のPDC停波まで使えた。
-セルラーローミング(PDC・cdmaOne以降)。
PDCとCdmaOne以降は両者共通方式で導入されたこともあり、同契約者はIDO営業エリア外ではセルラー各社網に月額料金無料でローミング可能だった。
- DDIセルラーグループ（現auのうち旧IDO以外の地域)

-IDOローミング(アナログ/TACS)。
アナログ契約者はIDOのTACSサービス開始に伴い、同社のTACS網に1992/12/19よりローミング可能になり、念願である全国利用が可能になった。(月額料金無料）
-ドコモローミング(デジタル/PDC)。
デジタルはアナログ時代の反省を踏まえIDO/NTTドコモと共通のPDC方式で開始された。サービス開始時には自網及びIDO網のカバーエリアよりNTTドコモの方が広かったこともあり、ドコモグループへのローミングが用意された。自社エリアでもドコモ網へのローミングが可能だった。 （日額200円・税別・発着信があった日のみ課金） 2000年8月1日に新規受付を終了し、既存契約者は同社のPDC停波まで使えた。
-IDOローミング(PDC・cdmaOne以降)。
PDCとcdmaOne以降は両者共通方式で導入されたこともあり、同契約者はIDO網に月額料金無料でローミング可能だった。
- デジタルホン - デジタルツーカーローミング。東名阪以外では事業を行っていなかったため、デジタルツーカー網にローミングしていたが、デジタルツーカーとのブランド統一でJ-フォンとなったことにより、ローミングではなくグループ会社→一部自社網→会社統一で完全自社網サービスとなった。
- デジタルツーカー - デジタルホンローミング→J-フォンローミング、ツーカーローミング。東名阪では、端末によって、デジタルホンエリアないしはツーカーエリアでのローミングのいずれかになっていた。デジタルツーカー末期には、J-フォンへのブランド統一を見据えて、ほぼすべての発売端末がJ-フォンローミング仕様となっていた（ツーカーローミングしかなかった三洋端末も、最後のタイプS5はJ-フォンのJ-SA01仕様であった）。なお、ブランド統一後も交換機仕様の都合上、当初はJ-フォンの東北エリアと中四国エリアで一部サービスがしばらく使えず、当該地域では機能制限された端末が発売されたことがある。

尚、デジタルツーカー各社内でも他エリアではローミング扱いとなり、端末にRm表示がされた。
- ツーカー - 東名阪地区以外ではソフトバンク2Gにローミング（デジタルツーカー時代の名残）。
- イー・モバイル - 2008年3月28日の音声サービス開始に伴い、イー・モバイルの音声ネットワークが構築されていない25道県の一部ではNTTドコモのFOMAサービスエリア（いわゆる、2.1GHz帯のエリア。800MHz帯を利用したFOMAプラスエリアは対象外）にローミング。なお、2009年4月末の富山県、2009年9月末の佐賀県に続き、2010年10月末を以って、残る23道県のドコモローミングを終了。
- アステル - 発足当初、電力系という共通項がある以外はほぼ独自の展開を行っており、NTT網活用型と独自網型（系列の電力系通信事業者の網）の大きく2陣営に分かれることとなり、地域をまたいだ通信は制限がかかるあるいは発着信のいずれかができないことがあった。このため、事実上契約地域外での利用はローミングとなっていた。メールサービスや常時接続通信なども地域によって実施の有無があるなど、この点でも足並みがそろわない状況のまま、全10社とも相次いでサービス停止となり、その途中の2004年11月30日をもってローミング自体が中止された[8]。
- YOZAN時代のアステル東京 - アステル他社の相次ぐサービス終了を受け、「全国コールサービス」と称してウィルコム網で接続する全国サービスを行っていた時期がある。だがその実態は、アステル端末にウィルコムの番号を投入するというものであり（アステルの自社網が使えない。それ故通話以外のサービスは一切利用できない）、厳密な意味でのローミングとは異なる（どちらかといえば、現在で言うMVNOに近いサービス。旧番号への着信は1ヶ月間無料で新番号に転送された）。

#### 無料通話・通信分の適用
NTTドコモとauでは国際通話料、国際通信料も原則として無料通信分に含まれる。ソフトバンクモバイルは含まれない。また、ウィルコムはコース・オプションにより無料通話分に充当される場合とされない場合の両方がある。
なお、ローミング等による通話・通信はパケット定額制、音声通話定額制やモバイルデータ通信定額制の対象外、もしくは国内向けとは別の定額プランが用意されている事が多い。NTTドコモのパケットパックは、無料通信分を国際ローミングの通話、通信料に適用することが可能であるが、パケットの割引は適用されない。また同じくNTTドコモの海外パケ・ホーダイは、同サービスの対象通信が無料通信分の適用対象外となる。
イー・モバイルについては、無料通話分自体が存在せず、無料通信分はパケット通信のみで消費されるが、無料通信分はNTTドコモローミング時は適用されず、別料金となる。また、イー・モバイル同士の通話が無料になるオプションを利用した場合において、発信側がローミングエリアにいる場合の通話は無料とはならず、他社宛通話料金も割引されずにローミング体系の通話料がそのまま適用となる。
電話会社各社では、このような自社網での利用との相違や制限について、ウェブページやパンフレットにおいて注意喚起を行なっている。

#### 国際ローミングにおける提携
国際通信事業者間の提携により、事業者によっては、国際ローミング時の通信価格の値下がりが起きている。NTTドコモでは、コネクサス・モバイル・アライアンスというアジア12カ国9キャリアと、国際ローミングや、端末の共同調達などを基にしたアライアンスを結んでおり、アライアンスキャリア他特定のキャリア間での、パケット通信料などが、割引かれるサービスなどを2008年3月より提供している。現在では、欧米豪の事業者も参加している。（参考）特定通信事業者一覧

#### 海外プラスナンバー

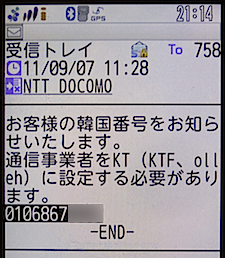
KTでの番号を通知するメール

2009年3月から2016年10月31日までの間、NTTドコモと旧KTF（現・KT）社と共同開発した海外プラスナンバー（韓国）といわれるサービスが提供されていた。これはNTTドコモのFOMAカードにKT社の電話番号を書き込み、韓国内で通常のWORLD WING対応の携帯電話とKTの携帯電話番号によって通話ができるサービスである。このサービスにより通常の国際ローミング通話料金より約27%～60%割引で利用できる。1つのSIMカードに2つのオペレータの電話番号が利用できる初めてのサービスである（ドコモUIMカードあるいは白のFOMAカードの場合はネットワークでの番号投入が可能だが、緑のFOMAカードはショップ等での店舗端末による処理が必要。初代のFOMAカードである青は非対応のため、要交換）。このサービスはNTTドコモと旧KTFが共同で開発した技術で、KTのユーザーが日本で同様のサービスを受けることができる。

### インターネットサービスプロバイダ
インターネットサービスプロバイダによるインターネット接続サービスでは、他国へ出向いた際、日本の契約先プロバイダが提携している現地プロバイダのアクセスポイントへダイヤルアップ接続できる形態を指すことが多い。
他国に滞在中に提携先アクセスポイントにダイヤルアップ接続を行う場合、日本の国内で主流の完全定額制の接続料金と異なり、接続時間に対する従量制の料金が発生する場合が多い。事前に接続先電話番号や接続方法、料金などのデータを入手する必要がある。また、ホテルなどの客室から発信した場合、電話料金が高額になる場合もある。
世界各国の現地プロバイダと提携し、どの国でも同じ手順、同じアカウントで接続できるサービスを提供している例としては、iPass社（日本語サイト）などがある。個人向けのサービスと企業向けのサービス（iPass Corporate Access）がある。